# 石川理夫
石川 理夫（いしかわ みちお、1947年 - ）は、日本の温泉評論家。日本温泉地域学会会長。環境省中央環境審議会温泉小委員会専門委員。

## 経歴
仙台市生まれ。東京大学法学部卒業。出版社勤務後、企画編集会社を起業。その傍ら、国内外の温泉地と国内外の温泉地取材と温泉史・共同湯・温泉文化論の研究活動に携わり、日本における温泉評論の草分けとなる。NHKBS『ふだん着の温泉スペシャル』『ぜんぶ、温泉！』やＮＨＫラジオ深夜便温泉紀行担当をはじめテレビ・ラジオ出演、雑誌・新聞等での温泉執筆や講演会などを数多くこなす。日本温泉地域学会主催「温泉観光士養成講座」では温泉文化論を担当している。温泉執筆や評論活動はよく知られているが、共同湯の考察をはじめ温泉史・温泉文化論に関する研究活動も行っている。とくに「惣(総)湯」の歴史的考察に関する一連の論文は注目される。

### 年譜
- 1947年　宮城県仙台市生まれ
- 1971年　東京大学法学部卒業
- 2003年　日本温泉地域学会創立、副会長
- 2004年　環境省中央環境審議会温泉小委員会発足、臨時委員
- 同       長野県温泉審査部会委員(4期)
- 2007年　環境省中央環境審議会温泉小委員会専門委員
- 2009年　温泉関係功労者環境大臣表彰受賞
- 2012年　日本温泉地域学会会長
- 2014年　熱海市制施行80周年記念『熱海温泉誌』監修・編集委員長

## 著書

### 単著
- 『のんびり温泉100 湯』ＰＨＰ研究所、1993年
- 『湯治で元気になる！　厳選50湯』双葉社、1999年
- 『本物の温泉　ここが一番！』宝島社、2000年
- 『温泉で、なぜ人は気持ちよくなるのか』講談社プラスα新書、2001年
- 『山歩きで楽しむ本物の温泉』アテネ書房、2002年
- 『心とからだを癒す四国遍路と温泉の旅』宝島社新書、2002年
- 『温泉♨法則』集英社新書、2003年
- 『極上ゆシュラン』双葉社、2003年
- 『温泉巡礼』PHP研究所、2006年
- 『温泉の平和と戦争』彩流社、2015年
- 『本物の名湯ベスト１００』講談社現代新書、2016年
- 『温泉の日本史』中公新書、2018年

### 共著
- 『ムラに生きる　マチに生きる』径書房、1991年
- 『おふろの楽園』求龍堂、1994年
- 『歴史の舞台を旅する 伊能忠敬』近畿日本ツーリスト出版部、1999年
- 『面白いほどよくわかる世界史』日本文芸社、2001年
- 『美を伝える人たち』求龍堂、2001年
- 『入門　おとなの温泉旅ドリル』ダイヤモンド社、2006年
- 『温泉で健康になろう　関東編』JAF出版社、2007年
- 『日本温泉地域資産』日本温泉地域学会、2008年
- 『温泉　自然遺産と文化遺産』日本温泉協会編、2008年
- 『温泉図鑑　文化編』日本温泉協会編、2010年
- ＮＨＫテレビテキスト『極める！ 友近の温泉学』日本放送協会、2010年
- 『温泉とっておきの話　甘露寺泰雄×阿岸祐幸×石川理夫』海鳴社、2013年
- 『熱海温泉誌』熱海市、2017年
- 『新版　日本温泉地域資産』日本温泉地域学会、2019年

### 論文
〔共同湯論〕
- 「共同湯における『総湯』の歴史的考察」日本温泉地域学会誌『温泉地域研究』創刊号、2003年
- 「石川県山中温泉『総湯』の成立過程と＜総有＞の歴史的考察」『温泉地域研究』第６号、2006年
- 「共同湯の原点『惣湯』としての長野県野沢・渋温泉『大湯』の成立」『温泉地域研究』第9号、2007年
- 「『箱根七湯』における歴史的『惣湯』について」『温泉地域研究』第10号、2008年
- 「温泉地における共同湯の意義の再評価--惣湯考察を受けて--」『温泉地域研究』第12号、2009年
- 「上杉氏領国下のもう一つの歴史的惣湯--新潟県大湯温泉--」『温泉地域研究』第13号、2009年
- 「温泉利用の公衆浴場数全国一の長野県における共同湯の現状」『温泉地域研究』第19号、2012年
- 「鳥取県の温泉地と共同湯の成立過程の考察」『温泉地域研究』第23号、2014年
- 「静岡県の共同湯の現況と歴史、その特色」『温泉地域研究』第33号、2019年、共著

〔温泉史・温泉文化論他〕
- 「温泉教授本のパッチワーク的温泉言説と湯治“文化論”の陥穽」『温泉地域研究』第７号、2006年
- 「温泉資源保護をめぐる各都道府県の現状と取り組み」『温泉地域研究』第８号、2007年
- 「野沢の温泉資源と共同湯を支える地域共同体の意義」温泉科学会学会誌『温泉科学』第60巻第1号、2010年
- 「温泉地のアジール性についての考察－戦国時代の禁制と近世ヨーロッパの温泉地中立地帯宣言－」『温泉地域研究』第17号、2011年
- 「菅江真澄が見つめた北東北の温泉文化・信仰」『温泉地域研究』第18号、2012年
- 「箱根の温泉霊場『姥子の湯』にみる温泉(地)の聖性と共同性」『温泉地域研究』第21号、2013年
- 「日本の『温泉神』の成立構造と特質」『温泉地域研究』第25号、2015年
- 「江戸時代の温泉番付にみる温泉地の受容と変遷」『温泉地域研究』第27号、2016年
- 「『湯治』という用語の登場と温泉とのかかわりについての考察」『温泉地域研究』第29号、2017年
- 「中世の史料に見る有馬温泉の『湯女』の成立と呼称」『温泉地域研究』第31号、2018年

### 論稿
- 「地域（温泉地）に内在する資源の発掘・活用による地域再生の調査研究〜あおもりの温泉地活性化をめざして」
平成15年度青森県民政策研究リポート、2003年
- 「地域資源としての温泉」『別冊東北学』VOL8、東北芸術工科大学東北文化研究センター、共同、2004年
- 「温泉の癒し・ケアの力と地域共同性」『季刊ａｔ』、太田出版、2008年
- 「温泉の評価を考える」『観光文化』第222号、公益財団法人日本交通公社、2014年
- 「温泉と温泉地を評価する『指標』とは」『地理』5月号、古今書院、2017年
- 「公開講演Ⅱ　温泉の日本史と別府」『温泉科学』第68巻第3号、2018年